# Sonata số 16 dành cho dương cầm (Mozart)
Sonata số 16 dành cho dương cầm trên cung Đô trưởng, KV. 545, của Wolfgang Amadeus Mozart, được viết trong danh mục theo chủ đề riêng "dành cho người mới bắt đầu", và đôi khi còn được gọi bằng tên "Sonata đơn giản" (Facile Sonata hoặc Sonata semplice). Mozart đã thêm bản sonata này vào danh sách các tác phẩm của mình vào ngày 26 tháng 6 năm 1788, cùng ngày với Bản giao hưởng số 39 của ông. Tuy nhiên trường hợp chính xác từng phần của bản nhạc không được biết đến nhiều. Mặc dù bản nhạc đã được biết đến ngày nay, nhưng nó không được công bố trong suốt cuộc đời của Mozart và phải đến năm 1805, nó mới được in ấn. Diễn tấu hoàn chỉnh cả ba phần sẽ mất khoảng 14 phút.

## Cấu trúc
Bản sonata được chia làm 3 phần:
1. Alegro
2. Andante
3. Rondo

### Alegro
Phần đầu tiên được viết theo thể sonata trên khóa Đô trưởng và phần bè bass bên tay trái được đệm theo kiểu Alberti.
Đoạn nối bao gồm những âm giai, và kết bằng Sol trưởng là cung thể của đoạn thứ 2 sẽ được chơi. Một đoạn kết nhỏ (codetta) ở cuối đoạn mở (exposition), sau đó lặp lại phần mở. Đoạn khai triển (development) bắt đầu bằng Sol thứ và biến điệu qua nhiều cung thể. Đoạn trở lại (recapitulation) được khởi đầu một cách bất thường với âm át dưới Fa trưởng (bậc IV). Theo Charles Rosen, việc bắt đầu phần trở lại với âm át dưới là "hiếm thấy vào thời điểm [bản sonata] được viết," mặc dù thực tế sau đó đã được Franz Schubert áp dụng.